# Grand Theft Auto V
Grand Theft Auto V (zkráceně též GTA 5) je akční adventura z roku 2013, kterou vyvinulo studio Rockstar North a vydala společnost Rockstar Games. Jedná se o sedmý hlavní díl a celkově patnáctou hru série Grand Theft Auto, předchozím titulem je Grand Theft Auto IV z roku 2008. Hra je zasazena ve fiktivním státě San Andreas, jež vychází z Jižní Kalifornie. Příběh pro jednoho hráče sleduje tři hlavní hrdiny, bankovního lupiče na penzi Michaela Townleyho, později De Santa, pouličního gangstera Franklina Clintona a drogového dealera a obchodníka se zbraněmi Trevora Philipse, kteří zamýšlejí páchat loupeže a zároveň jsou pod tlakem ze strany zkorumpované vládní agentury a mocných zločinců. Design otevřeného světa umožňuje hráčům volně se pohybovat po San Andreas a ve fiktivním velkoměstě Los Santos, které bylo vytvořeno na základě Los Angeles.
Hra je hrána z pohledu třetí nebo první osoby a po jejím světě se hráči pohybují pěšky a vozidlem. Hráči v průběhu režimu pro jednoho hráče ovládají tři hlavní hrdiny a mohou mezi nimi libovolně přepínat, a to jak během misí, tak i mimo ně. Příběh je soustředěn na loupeže a mnoho misí zahrnuje střelbu a řízení. Systém hledaných osob (tzv. wanted system) řídí agresivitu reakce policejních orgánů a potažmo armády na hráče, kteří se dopustí zločinu. Grand Theft Auto Online, online režim hry pro více hráčů, umožňuje až 30 hráčům zapojit se do různých kooperativních a kompetitivních akcí.
Byla vydána 17. září 2013 na Xbox 360 a PlayStation 3, později 18. listopadu 2014 na Xbox One a PlayStation 4 a 14. dubna 2015 vyšla i na Microsoft Windows (PC). Tato hra je první velká hra ze série Grand Theft Auto od roku 2008, kdy vyšla hra Grand Theft Auto IV.

## Gameplay
Grand Theft Auto V je dobrodružná akční hra, hratelná z třetí, ale i z první osoby (na PS4, Xbox One a PC). Hráči procházejí mise, které mají určitý spád a vždy mají úkol. Motivací je, aby se hráči posouvali v příběhu. Mimo mise se hráči mohou volně pohybovat po světě San Andreas.  Los Santos, svět hry Grand Theft Auto V je mnohem větší než herní světy ostatních předešlých dílů v sérii. Svět můžete prozkoumávat celý již od začátku hry, což je také změna od předešlých dílů, kde jste museli nejdříve projít částí příběhu.
Hráči při bojích útočí holýma rukama, chladnými zbraněmi, střelnými zbraněmi i výbušninami. Mohou běhat, skákat, plavat, potápět se a používat vozidla k pohybu ve hře. Aby se přizpůsobila velikost mapy, byla sem přidána i vozidla, která chyběla v minulém díle, což jsou letadla. V bojích vám může pomoci automatické zaměřování a krycí systém, který je také předělán. Pokud hráči ztratí více než polovinu zdraví, tak se jim automaticky doplní na polovinu. Pokud hráči zemřou mimo misi, tak se objeví u nemocnice a bude jim stržen poplatek, který závisí na počtu peněz, které mají. Pokud hráči páchají trestnou činnost, policejní sbor je bude pronásledovat. Ukazatel hledanosti se nachází v pravém horním rohu. Čím závažnější přečiny hráč spáchá, tím více se bude stupeň hledanosti zvyšovat (např. když zabijete policistu, tak dostanete tři hvězdičky hledanosti, následně policie nasadí i helikoptéru). Stupeň hledanosti klesá, když se hráč po dostatečnou dobu skrývá před policejními jednotkami.
Singleplayer vám dovoluje ovládat tři postavy: Michael De Santa, Franklin Clinton a Trevor Philips. Kriminálníci, jejichž příběhy se propojí poté, co dokončí mise. Některé mise jsou pouze pro jednoho, některé pro dva, ale i pro tři. V singleplayeru si hráči mohou volně přepínat mezi postavami. V misích někdy hra přepne za vás, abyste dokončili daný úkol. Hráčův kompas v pravém dolním rohu bude blikat červeně u postavy, která je v nebezpečí a blikat, když má výhodné postavení. I když hráči dokáží přežít mise, tak na loupeže je potřeba kvalifikovaných AI-Postav s unikátními vlastnostmi jako „hacker“ nebo řidič. Pokud spolupachatelé přežijí loupež, tak si strhnou část peněz (byla určena při startu loupeže) a zlepší se jejich schopnosti o 25 %. Každý charakter má vlastnosti, které můžete trénovat, jako řidič, nebo pilot (Trevor má např. větší „schopnost“ v létání než ostatní). Ve hře existují i speciální vlastnosti, které má každý charakter jiné (Michael si může v přestřelkách zpomalit čas, Franklin si může při jízdě zpomalit čas a Trevor je v době trvání schopnosti nesmrtelný a dává větší poškození). Ukazatel se nachází pod radarem úplně vpravo a každý charakter má svou barvu (Michael modrou, Franklin zelenou a Trevor oranžovou.
Mimo mise se hráči mohou zúčastnit potápění, skoku s padákem a ostatních aktivit jako střílení zvěře atd. Postavy u sebe také mají telefon, se kterým mohou kontaktovat přátele, startovat aktivity, navštěvovat internet a volat služby – např. Taxi služba. Na internetu je možnost kupovat a prodávat akcie firem, které se nachází ve hře, ale také zde můžete kupovat vozidla, nemovitosti a procházet samotný internet, který je opravdu rozsáhlý. V obchodech Ammu Nation (z anglického ammunition - munice a nation - národ) můžete nakupovat a vylepšovat zbraně, kupují se zde také náboje, ale i věci jako handsfree, vesty, boty nebo oblečení. Je to také jediné místo, kde si můžete koupit padák. Samozřejmostí je nákup oblečení, návštěva kadeřnictví nebo tatérského salónu.

## Postavy
Ve hře hraje hráč za tři kriminálníky a může mezi nimi libovolně přepínat někdy i v průběhu misí:
- Michael De Santa – bývalý bankovní lupič. Je dovedný a všestranně nadaný. Bydlí v Rockford Hills v luxusní vile se svou manželkou Amandou a dvěma dětmi (Jimmy 20 let, Tracey 22 let), kteří se s ním ale hádají a nemají spolu moc dobré vztahy. Michael je ze všech tří hratelných postav nejstarší. Byl namluven Nedem Lukem.
- Trevor Philips – bývalý pilot a nejlepší kamarád Michaela, s nímž zažil množství bankovních loupeží. Umí dobře pilotovat vrtulníky a letadla. Bydlí ve vesnici Sandy Shores v Blaine County v obytném voze. Je skoro stejně starý jako Michael (méně než 40 let). Kvůli své psychické nemoci rád likviduje auta, podpaluje domy a útočí na lidi. Za souseda má paranoidního Rona, který je ještě větší šílenec, než on sám. Obvykle je také pod vlivem laciných drog. Byl namluven Stevenem Oggem.
- Franklin Clinton – je mu 25 let a je nejmladší z protagonistů. Na začátku hry kradl auta, při jedné z krádeži se potkal s Michaelem, ten vzal Franklina pod svá křídla a dostal se na vyšší úroveň v oblasti zločineckého života. Nejdříve žil v jižním Los Santos ve čtvrti Strawberry se svou tetou Denise, s kterou nemá kladný vztah, a tak se přestěhuje do vily ve Vinewoodu. Byl namluven Shawnem Fontenem.

Dalšími postavami jsou:
- Lester Crest – přítel trojice protagonistů, organizátor loupeží (heistů).
- Dave Norton – agent FIB, přítel, spojenec a starý známý Michaela, v minulosti mu hodně pomohl.
- Lamar Davis – drogový dealer, gangster, člen gangu Grove Street Famillies, přítel Franklina.
- Ron Jakowski – Trevorův přítel a soused v poušti, je paranoidní a posedlý konspiračními teoriemi. Po dokončení příběhu zůstává na Trevorově pozemku.
- Steve Haines – zkorumpovaný agent FIB, nutí dělat protagonisty špinavou práci.
- Devin Weston – bohatý milionář, vlastní soukromou vojenskou organizaci Merryweather (název odkazuje na soukromou vojenskou společnost, tedy kontraktory/žoldáky Blackwater).

## Příběh
Je rok 2004 a Michael Townley se svým parťákem Trevorem tvoří ve městě Ludendorff úspěšnou dvojici bankovních lupičů. Michael se však chce vzdát zločineckého života a zajistit sobě a své rodině nový a lepší život. Uzavře tak jednoho dne tajnou dohodu s Davem Nortonem, agentem federální služby FIB (obdoba FBI). Nedílnou součástí dohody je, že agent Norton Michaela naoko zabije. Pro oba je to výhodný obchod: agentovi to usnadní kariérní postup, protože zlikviduje nehledanějšího zloděje v USA, a Michaelovi to zase přinese novou identitu od FIB a tím vytouženou svobodu. 
Je tedy naplánováno, že Michael, Trevor a jejich komplic Brad při další bankovní loupeži neuspějí. Během přestřelky s policií je zabit i Brad a Trevor policii uniká. Michael přijímá novou identitu a stěhuje se se svoji rodinou do luxusní vily v Los Santos. 
Devět let po provedeném plánu je však pro Michaela nový život dost depresivní. Jeho žena Amanda ho neustále podvádí a se svými dospívajícími dětmi si moc nerozumí. Seznámí se s pouličním kriminálníkem Franklinem Clintonem, který chtěl původně ukrást auto jeho synovi. Michael mu však odpouští a bere si ho pod svá křídla, čímž si kompenzuje špatný vztah se svým vlastním synem.
Obrat v Michaelově životě přináší přistižení Amandy při nevěře s tenisovým instruktorem. Spolu s Franklinem instruktora pronásledují k luxusní vile, kterou v návalu vzteku zničí. Ukáže se však, že vila nepatřila jemu, ale manželce mexického narkobarona Martina Madraza, který po Michaelovi požaduje odškodné ve výši 9 milionů dolarů. Michaelovi nezbývá nic jiného, než opět zabrousit do světa zločinu, aby tento dluh splatil. 
S pomocí Franklina a Michaelova starého přítele Lestera Cresta, invalidního hackera, vyloupí klenotnictví. Tím však vzbuzuje nejen pozornost federálů, ale i bývalého komplice Trevora po kterém se slehla zem. Žije celou dobu v ústraní v okrese Blaine na poušti ve svém přívěsu. Roky samoty na něm zanechaly těžké stopy a nyní je labilním a agresivním psychopatem. Dokazuje to například tím, že brutálně zabije Jonnyho Klebitze (z datadisku GTA IV TLaD), který se mu začal míchat do jeho kšeftů. 
Trevor samozřejmě poznává Michaelovu práci. Doposud věřil, že FIB Michaela při poslední loupeži zabila. Šokovaný vyhledává Michaela a znovu se s ním shledává. Michael ho musí neochotně přijmout zpět do svého života. Tím se životy všech tří protagonistů spojují a také začínají vymykat kontrole. Michaelovo kriminální chování přiměje jeho rodinu, aby ho opustila. Michael se časem stává filmovým producentem a dostává se do konfliktu s miliardářem Devinem Westonem, který se pokouší zavřít Michaelovo studio. Ten jeho úsilí zmaří, zabije však nechtěně Devinovo právníka a miliardář mu přísahá pomstu. 
Franklin zase musí mezitím zachránit svého přítele Lamara Davise před konkurenčním gangsterem Stretchem. Současně se Trevor snaží upevnit svou kontrolu nad různými černými trhy v okrese Blaine. Rozpoutává válku se všemi v okolí, s motorkářským gangem The Lost, latinsky mluvícími pouličními gangy, drogovými dealery, vůdcem triád Chengem a zejména se soukromou vojenskou organizací Merryweather.
Avšak tím, že Michael porušil svou dohodu s FIB a provedl další zločin, je přinucen agentem Nortonem a jeho nadřízeným Stevem Hainesem k tomu, aby spolu s Franklinem a Trevorem provedli řadu operací vedoucí k diskreditaci agentury pro mezinárodní záležitosti IAA (obdoba CIA). Všichni tři spolu s Lesterem a s Hainesovou pomocí zaútočí na obrněné auto s finančními prostředky pro IAA a pak ukradnou i experimentální nervovou látku z laboratoře IAA. Na Steveho žádost se také vloupají do budovy FIB a mažou ze serverů důkazy proti němu. Michael mezitím využije příležitost smazat kompromitující data o sobě, čímž končí Steveho převaha nad ním. 
Michaelovi se podaří usmířit se se svojí rodinou a plánuje poslední loupež s Trevorem, Franklinem a Lesterem. Chtějí ukrást zlaté rezervy banky Union Depository. Trevor však zjišťuje, že jejich bývalý komplic Brad nebyl uvězněn, jak se domníval, ale během jejich poslední loupeže zabit federály a pohřben v hrobě označeném pro Michaela. V tomto hrobě však měl skončit on sám. Zrazený nechává Michaela napospas svému osudu v přestřelce s Chengovými muži. Toho na poslední chvíli zachraňuje Franklin. 
Steve se poté spolu s Davem pokouší zatknout Michaela, ale ocitnou se ve sporu mezi FIB, IAA a vojáky z Merryweather. Steveovi se podaří utéct, zatímco Michael a Dave jsou zachráněni Trevorem. Ten však zachraňuje Michaela jenom proto, že věří, že pouze on má právo ho zabít.
Na konci hry dostane Franklin příkaz od FIB, aby zabil buďto Trevora (možnost A), nebo Michaela (možnost B). Franklin si však může vybrat i možnost, kde se rozhodne příkaz ignorovat a zabít Devina Westona, Chenga, Stretche a Steva Hainese (možnost C). Pokud zabije Trevora, rozdělí si zbývající hrdinové 50 milionů dolarů a vrátí se ke svému běžnému životu. Pokud zabije Michaela, jeho částka půjde Michaelově rodině, Trevor s Franklinem přestanou spolupracovat a nadále nebudou přáteli. Pokud si ovšem vybere možnost C, peníze se opět rozdělí mezi hrdiny. Franklin, Michael a Trevor přestanou spolupracovat, ale nadále zůstanou přáteli.

## Vývoj
Vývoj této hry začal hned po vydání Grand Theft Auto IV a zapojilo se do něj mnoho studií, ne pouze Rockstar North. Vliv na hru měly i ostatní hry podobného žánru vydané touto společností. Inovací bylo zasazení hned tří postav do příběhu, místo obvyklé jedné. Bylo to také kvůli tomu, aby se změnilo jádro hry, které se po léta nezměnilo. Vytváření hry s otevřeným světem zabralo mnoho sil. Tvůrci mimo jiné dokumentovali okolí Kalifornie a města Los Angeles. Město Los Santos. Za tímto účelem vytvořili 200 000 fotek.

### Vydání
Grand Theft Auto V překonalo veškeré rekordy prodejnosti, a stalo se tak nejrychleji prodávanou hrou. Získalo jedny z nejlepších hodnocení, na čemž se podílí propracovaný herní svět, tři postavy a propracovaný gameplay. To mu vysloužilo 97 bodů ze 100 (Metacritic). Prodalo se více než 100 milionů kusů, což hru řadí na 3. místo v žebříčku nejprodávanějších her historie.

## Přijetí

### Prodeje
Během 24 hodin od vydání hry, Grand Theft Auto V vydělala více než 800 milionů dolarů, přičemž prodala přibližně 11,21 milionů kopií. Počet prodejů téměř dvojnásobně přesáhl očekávání pro tento titul. Tři dny po vydání, hra vydělala přes 1 miliardu dolarů a stala se tak nejrychleji prodávaným zábavním produktem v historii. Po šesti týdnech od vydání se Rockstar pochlubil s prodeji ve výši 29 milionů prodaných kusů, čímž přesáhl prodeje minulé hry stejné značky Grand Theft Auto IV. V březnu 2014 značka vydělala bezmála 2 miliardy dolarů. V srpnu 2014 se prodalo již 34 milionů kusů hry, a to pouze na konzolích Xbox 360 a PS3. K datu 31. prosince 2014 překonala hra hranici 45 milionů kusů, včetně vydaných verzí hry na konzole Xbox One a PS4. Na začátku srpna 2015 Rockstar Games oznámil, že prodal již 54 milionů kusů hry na všech platformách. Grand Theft Auto V je čtvrtá nejprodávanější hra světa, přičemž nejprodávanější hrou je Tetris, na 2. místě se nachází Wii Sports a na 3. místě Minecraft.

### Ocenění
V hráčském hlasování v anketě INVAZE 2013 na herním webu Hrej.cz obsadilo Grand Theft Auto V 1. místo v kategorii Nejlepší akční hra se ziskem 213 hlasů (28 %). V INVAZI 2014 pak jeho edice pro konzole nové generace vyhrála kategorie Nejlepší hra roku 2014 (1492 hlasů) a Nejlepší 3rd person akce (1850 hlasů).